# Navadna pijavčica
Navadna pijavčica (znanstveno ime Helobdella stagnalis) je pijavka iz družine listastih pijavk.

## Značilnosti
Enobarvno, svetlo sivooranžno telo navadne pijavčice je dolgo okrog 1,2 centimetra. Razpoznavna je po majhni rjavi hitinasti ploščici, ki leži na sprednji četrtini na hrbtni strani živali. Ima en par oči. V nasprotju s sorodno veliko polžjo pijavko nima vzdolžnih brazd ali bradavic.

## Razširjenost
Pijavka je kot kozmopolitska sladkovodna vrsta razširjena na vseh celinah razen avstralske. Njen življenjski prostor so zlasti evtrofne stoječe vode, kjer jo je pogosto moč najti pod kamni.

## Prehranjevanje
Navadna pijavčica se prehranjuje večinoma s tubifeksi in drugimi maloščetinci, z ličinkami žuželk, na primer trzač, pa tudi s postranicami, vodnimi oslički in različnimi vodnimi polži. V primerjavi z veliko polžjo pijavko se navadna pijavčica v večji meri hrani z ličinkami trzač ter v manjši s polži in vodnimi oslički. Plen običajno izsesajo v celoti, zato veljajo bolj za plenilce kot za zajedavce. Zabeleženi so bili tudi že primeri zajedanja na sekuljah.